# Яцек Бельський
Яцек Бельський (пол. Jacek Bielski); 29 січня 1972, Ельблонг) — польський професійний боксер, чемпіон Європи серед аматорів.

## Аматорська кар'єра
На чемпіонаті Європи 1991 в категорії до 60 кг Бельський програв в першому бою.
На чемпіонаті Європи 1993 Бельський здобув п'ять перемог, в тому числі в півфіналі над Паата Гвасалія (Грузія) — 8-4 і в фіналі над Тібором Рафаел (Чехія) — (+)7-7, і став чемпіоном.
На чемпіонаті світу 1995 в категорії до 63,5 кг Бельський здобув дві перемоги, а в 1/8 фіналу програв Ектору Вінент (Куба) — 1-6.
На чемпіонаті Європи 1996 Бельський здобув дві перемоги, а в чвертьфіналі програв Октай Уркал (Німеччина) — 6-12.
На Олімпійських іграх 1996 переміг в 1/16 фіналу Луїса Дейнес Перес (Пуерто-Рико) — 18-2, а в 1/8 фіналу програв Мухаммеду Аллалу (Алжир) — 8-19.
На чемпіонаті світу 1997 програв в другому бою Лукашу Конечни (Чехія).
На чемпіонаті Європи 1998 здобув одну перемогу, а в чвертьфіналі програв Нурхану Сулейман-огли (Туреччина).

## Професіональна кар'єра
1999 року Бельський перейшов до професійного боксу. 28 квітня 2001 року завоював титул інтерконтинентального чемпіона за версією IBO в напівсередній вазі і 15 вересня 2001 року вийшов на бій за титул чемпіона світу за версією IBO, але програв технічним нокаутом в п'ятому раунді британському чемпіону Джаваду Халік.
Загалом провів на професійному рингу 26 боїв.